# Tomasz Szymański
Tomasz Józef Szymański (ur. 24 kwietnia 1978 w Grudziądzu) – polski urzędnik samorządowy i polityk, poseł na Sejm VII, VIII, IX i X kadencji (od 2011), sekretarz stanu w Ministerstwie Spraw Wewnętrznych i Administracji (od 2023).

## Życiorys
Ukończył studia z zakresu administracji na Uniwersytecie Mikołaja Kopernika w Toruniu. Pracował jako przedstawiciel techniczno-handlowy polskiego oddziału francuskiego przedsiębiorstwa. W wyborach samorządowych w 2006 z ramienia Platformy Obywatelskiej bezskutecznie ubiegał się o mandat radnego Grudziądza. W 2007 objął stanowisko sekretarza miasta w Grudziądzu. W tym samym roku bez powodzenia kandydował do Sejmu. W 2010 został wybrany do sejmiku kujawsko-pomorskiego IV kadencji.
W wyborach parlamentarnych w 2011 uzyskał mandat poselski jako kandydat z listy PO, otrzymując 7510 głosów w okręgu toruńskim. W 2013 został przewodniczącym miejskich struktur Platformy Obywatelskiej w Grudziądzu.
W 2015 został ponownie wybrany do Sejmu z wynikiem 10 399 głosów. W wyborach w 2019 z powodzeniem ubiegał się o poselską reelekcję z ramienia Koalicji Obywatelskiej, otrzymując 11 845 głosów. W wyborach w 2023 utrzymał mandat na kolejną kadencję (z wynikiem 17 825 głosów). W grudniu 2023 objął funkcję sekretarza stanu w Ministerstwie Spraw Wewnętrznych i Administracji.

## Wyniki w wyborach ogólnopolskich
| Wybory | Komitet wyborczy   | Komitet wyborczy      | Organ            | Okręg | Wynik          |
| ------ | ------------------ | --------------------- | ---------------- | ----- | -------------- |
| 2007   |                    | Platforma Obywatelska | Sejm VI kadencji | nr 5  | 3469 (0,88%)   |
| 2011   | Sejm VII kadencji  | Platforma Obywatelska | 7510 (2,14%)     | nr 5  |                |
| 2015   | Sejm VIII kadencji | Platforma Obywatelska | 10 399 (2,87%)   | nr 5  |                |
| 2019   |                    | Koalicja Obywatelska  | Sejm IX kadencji | nr 5  | 11 845 (2,62%) |
| 2023   | Sejm X kadencji    | Koalicja Obywatelska  | 17 825 (3,32%)   | nr 5  |                |